# Lloyd Cars Ltd
Lloyd Cars Ltd var en brittisk mekanisk industri, som tillverkade bilar 1936-1939 och 1946-1952. Företaget var baserat på Patrick Street i East Grimsby i Lincolnshire i England.
Fred Lloyd hade varit fiskhandlare sedan 1903 och använde vinsten från den rörelsen till att öppna ett bilföretag 1911. 1915 var den väl etablerad på Lovett Street i Cleethorpes. 1920 utökades firman till Strand Street och bland agenturerna fanns Hupmobile, Sheffield-Simplex, Star, Itala och Ford. 1922 var företaget känt som Lloyd's Garage och ytterligare en äga köptes upp, känd som Nun's Corner, vid Nun's Farm. Där blev det en bensinstation 1980, men den revs för några år sedan.[när?] Fred blev tidigt medlem i Lincolnshire Automobile Club.
Freds son Roland köpte 1935 fastigheten på Patrick Street och startade där Lloyd Cars Ltd. och började tillverka Lloyd 350 och levererade 250-300 bilar före andra världskriget. Vid den här tiden var det den lägst prissatta bilen på den engelska marknaden. Det var en tvåsitsig öppen bil med vattenkyld svansmotor.
Kriget innebar nya arbeten och man fick jobba med Rolls-Royce Merlin-flygplansmotorer och delar till Supermarine Spitfire och Hawker Hurricane. Driftig och kunnig personal kunde anställas till den moderna anläggningen. 
Lloyd 650 började tillverkas från 1946 ända tills företaget lade ned biltillverkningen 1952. Det var en framhjulsdriven fyra platsers GT med tvåcylindrig tvåtaktsmotor. Lloyd 650 var den minsta serietillverkade brittiska bilen och kostade 375 pund före skatt.
Lloyd Cars Ltd. fortsatte verksamheten som konstruktionsfirma fram till 1983. Anläggningen köptes av Birds Eye men är numera tom.
Tre modell 350, varav två är renoverade och tio modell 650 verkar ha överlevt. Roland själv dog 1965 i en ålder av 61 år.